# Springzaadspanner
De springzaadspanner (Ecliptopera capitata) is een nachtvlinder uit de familie Geometridae, de spanners. De voorvleugellengte bedraagt tussen de 11 en 13 millimeter. Hij overwintert als volgroeide pop.

## Waardplanten
De springzaadspanner heeft als waardplant groot springzaad.

## Voorkomen in Nederland en België
De springzaadspanner is in Nederland en België een zeldzame soort, die verspreid over het hele gebied kan worden gezien behalve in Noord-Nederland. De vlinder kent twee generaties die vliegen begin mei tot en met augustus.